# Lední hokej na Zimních olympijských hrách 2018
Hokejové soutěže mužů a žen na Olympijských hrách v Pchjongčchangu se uskutečnily ve dnech 9. až 25. února 2018. Hrálo se na hokejových stadionech Kangnung a Kwandong v Kangnungu. Turnaje se zúčastnilo 12 mužských a 8 ženských týmů, které se střetly o dvě sady medailí. Hrálo na kluzišti o rozměru 60×30 metrů, které odpovídalo standardu Mezinárodní hokejové federace. Poprvé od ZOH 1994 nestartovali v mužském olympijském turnaji hráči NHL.
Čeští hokejisté pod vedením kouče Josefa Jandače porazili ve čtvrtfinále USA 3:2 po samostatných nájezdech, v semifinále nestačili na tým Ruska a v boji o bronzové medaile podlehli Kanadě. V mužském olympijském turnaji tak skončili na čtvrtém místě.

## Medailové pořadí zemí
| Pořadí | Země                               | Zlato | Stříbro | Bronz | Celkově |
| ------ | ---------------------------------- | ----- | ------- | ----- | ------- |
| 1.     | Olympijští sportovci z Ruska (OAR) | 1     | 0       | 0     | 1       |
| 1.     | Spojené státy americké (USA)       | 1     | 0       | 0     | 1       |
| 3.     | Kanada (CAN)                       | 0     | 1       | 1     | 2       |
| 4.     | Německo (GER)                      | 0     | 1       | 0     | 1       |
| 5.     | Finsko (FIN)                       | 0     | 0       | 1     | 1       |
|        | Celkem                             | 2     | 2       | 2     | 6       |

## Medailisté
| Disciplína  | Zlato | Stříbro | Bronz |
| ----------- | --- | --- | --- |
| turnaj muži | Olympijští sportovci z Ruska (OAR) · Sergej Andronov · Alexandr Barabanov · Pavel Dacjuk · Vladislav Gavrikov · Michail Grigorenko · Nikita Gusev · Dinar Chafizullin · Ilja Kablukov · Sergej Kalinin · Kirill Kaprizov · Bogdan Kiselevič · Vasilij Košečkin · Ilja Kovalčuk · Alexej Marčenko · Sergej Mozjakin · Nikita Něstěrov · Nikolaj Prochorkin · Ilja Sorokin · Igor Šesťorkin · Vadim Šipačov · Sergej Širokov · Ivan Telegin · Vjačeslav Vojnov · Arťjom Zub · Andrej Zubarev                   | Německo (GER) · Sinan Akdağ · Danny aus den Birken · Daryl Boyle · Yasin Ehliz · Christian Ehrhoff · Dennis Endras · Gerrit Fauser · Marcel Goc · Patrick Hager · Frank Hördler · Dominik Kahun · Marcus Kink · Björn Krupp · Brooks Macek · Frank Mauer · Jonas Müller · Moritz Müller · Marcel Noebels · Leonhard Pföderl · Timo Pielmeier · Matthias Plachta · Patrick Reimer · Yannic Seidenberg · Felix Schütz · David Wolf                                                                         | Kanada (CAN) · Rene Bourque · Gilbert Brulé · Andrew Ebbett · Stefan Elliott · Chay Genoway · Cody Goloubef · Marc-André Gragnani · Quinton Howden · Chris Kelly · Rob Klinkhammer · Brandon Kozun · Maxim Lapierre · Chris Lee · Maxim Noreau · Eric O'Dell · Justin Peters · Kevin Poulin · Mason Raymond · Mat Robinson · Derek Roy · Ben Scrivens · Karl Stollery · Christian Thomas · Linden Vey · Wojtek Wolski                                                         |
| turnaj ženy | Spojené státy americké (USA) · Cayla Barnesová · Kacey Bellamyová · Hannah Brandtová · Dani Cameranesiová · Kendall Coyneová · Brianna Deckerová · Meghan Dugganová · Kali Flanaganová · Nicole Hensleyová · Megan Kellerová · Amanda Kesselová · Hilary Knightová · Jocelyne Lamoureuxová-Davidsonová · Monique Lamoureuxová-Morandová · Gigi Marvinová · Sidney Morinová · Kelly Panneková · Amanda Pelkeyová · Emily Pfalzerová · Alex Rigsbyová · Maddie Rooneyová · Haley Skarupaová · Lee Steckleinová | Kanada (CAN) · Meghan Agostaová · Bailey Bramová · Emily Clarková · Mélodie Daoustová · Ann-Renée Desbiensová · Renata Fastová · Laura Fortinová · Haley Irwinová · Brianne Jennerová · Rebecca Johnstonová · Geneviève Lacasseová · Brigette Lacquetteová · Jocelyne Larocqueová · Meaghan Mikkelsonová · Sarah Nurseová · Marie-Philip Poulinová · Lauriane Rougeauová · Jillian Saulnierová · Natalie Spoonerová · Laura Staceyová · Shannon Szabadosová · Blayre Turnbullová · Jennifer Wakefieldová | Finsko (FIN) · Sanni Hakalaová · Jenni Hiirikoskiová · Venla Hoviová · Mira Jalosuoová · Michelle Karvinenová · Rosa Lindstedtová · Petra Nieminenová · Tanja Niskanenová · Emma Nuutinenová · Isa Rahunenová · Annina Rajahuhtová · Meeri Räisänenová · Noora Rätyová · Saila Saariová · Ronja Savolainenová · Sara Säkkinenová · Eveliina Suonpääová · Susanna Tapaniová · Noora Tulusová · Minnamari Tuominenová · Linda Välimäkiová · Riikka Väliläová · Ella Viitasuoová |

## Muži

### Kvalifikace

#### Kvalifikované týmy
Čísla v závorce označují pořadí týmů ve světovém žebříčku, které je rozhodující pro nasazení do jednotlivých skupin.
Skupina A
- Kanada (1)
- Česko (6)
- Švýcarsko (7)
- Jižní Korea (23)

Skupina B
- Olympijští sportovci z Ruska (2)
- USA (5)
- Slovensko (8)
- Slovinsko (14)

Skupina C
- Švédsko (3)
- Finsko (4)
- Norsko (11)
- Německo (13)

## Ženy

### Kvalifikace

#### Kvalifikované týmy
Skupina A
- Kanada
- USA
- Finsko
- Olympijští sportovci z Ruska

Skupina B
- Švédsko
- Švýcarsko
- Japonsko
- Korea